# チャイドル
チャイドルは、小・中学生の女性アイドルを指す言葉である。チャイルド・アイドルの略（和製英語）。定義について、『大辞泉』第二版（2012年）は「10代前半の女性アイドル」とする。
このほか、チャイニーズ・アイドルの略（和製英語）で中国系アイドルのことをこう呼ぶとする文献もある。

## 概要
子供向けのファッションモデルから人気に火が付いたのが1990年代後半のチャイドルブームのきっかけで、彼女たちと同年代の少女たちの間で人気を博した。男性アイドルもチャイドルに含まれるという用例もわずかながら存在する。
なお、野村佑香によるとチャイドルと子役はイコールではない。本来は子供向けのファッション雑誌などで活動する若いファッションモデルをチャイドルと呼ぶのであり、チャイドルブームと『木曜の怪談』の放送時期（1995年10月19日 - 1997年9月25日）が重なったことで混同されてしまったのだという。

### 沿革
1994年に放送開始した『家なき子』などにより安達祐実がブレイクすると、各事務所は「子供も商売になる」と食指を動かし始めた（北川昌弘の説）。1996年3月に発売された『SPA!』がチャイドルと言う単語の文献初出で、これは写真集『Namaiki』を売るために中森明夫によって作られた造語である。この年早くも『キッズ デ・ビュー』誌が創刊している（勁文社。1999年には公称15万部に達する）。
1996年4月11日には『毎日新聞』が新語という扱いで「チャイドル」という単語を紹介する。1997年には「97年のヒット商品番付」に「チャイドル」「ねるじぇら」がランクインした。この年、久田恵はチャイドルについて「かつては清純の象徴であったJC・JKに援助交際などにより汚いイメージがついてしまったので代用としてJSを登場させた」と分析している。また、子供が大人の女のふりをしているアンバランスから滲み出るエロスを売ろうとしているのは気持ち悪いとも述べている。
1998年2月の『朝日新聞』の報道では知らないと恥ずかしい言葉という扱いになっていた。『朝日新聞』はチャイドルの例として野村佑香・前田愛・前田亜季・大村彩子・栗山千明・吉野紗香・SPEEDを挙げている。
この単語は2001年頃より使われなくなり、2007年1月1日に発行された『現代用語の基礎知識』ではジュニアアイドルを「チャイドルの新称、または15歳以下のアイドルの総称」と定義している。